# Бланка Французская (инфанта Кастилии)
Бланка Французская (1253—1323) — дочь короля Франции Людовика IX и Маргариты Прованской, сестра короля Франции Филиппа III и королевы Наварры Изабеллы Французской.

## Биография
Бланка родилась в 1253 году в Яффе, графство Яффы и Аскалона во время Седьмого крестового похода во главе с её отцом, королём Франции Людовиком IX.
В ноябре 1268 года она вышла замуж за Фернандо де ла Серду, инфанта Кастилии, старшего сына короля Кастилии Альфонса X и Виоланты Арагонской. У них было двое сыновей:
- Альфонсо (1270 — после 23 декабря 1324), сеньор де Люнель
- Фернандо (после 25 июля 1275—1322, после 1 июня), сеньор де Лара в 1315

Фернандо умер раньше своего отца в 1275 году в Сьюдад-Реале. Сыновья Бланки и Фернандо не унаследовали трон своего дедушки, так как их дядя, второй сын, Санчо, захватил трон. Брат Бланки, король Франции Филипп III предупредил Санчо, что он вторгнется в Кастилию от имени своих племянников.
Бланка покинула Кастилию и больше никогда не вернулась. Её дети были отправлены к своей бабушке Виоланте, которая поместила их в замок Хативы, чтобы уберечь от Санчо.
Бланка умерла в парижском монастыре в 1323 году.

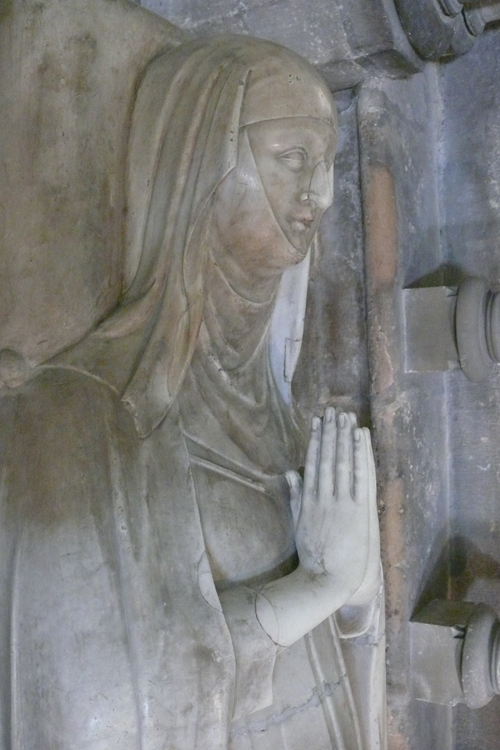
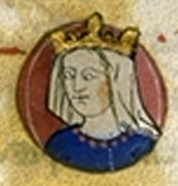